# Saint-Paul (Indijski ocean)
Otok Saint-Paul (fra. Île Saint-Paul, hrvatski: Sveti Pavle ili Pavao) je mali otok u Francuskim južnim i antarktičkim teritorijima u Indijskom oceanu. Nalazi se oko 85 km južno od otoka Amsterdam.
Otok Saint-Paul je vrlo kamenite građe, širine oko 12 km, površine oko 8 km². Otok je poprilično lišen drveća. Na otoku postoji istraživačka stanica, ali je sam otok trajno nenaseljen.
Otok je prvi otkrio jedan portugalski istraživač 1559. godine i krstio ga imenom Nao Sao Paulo - Otok Sveti Pavle, francuski: île de Saint-Paul.
Otok je ponovno otkriven 1842. godine, zajedno s otokom Amsterdam, ovaj put je otkrivač bio Poljak Adam Mieroslawski, kapetan broda Cygne de Granville, koji je plovio pod francuskom zastavom. Otok je, zajedno s otokom Amsterdam, službeno pod francuskom upravom od 8. lipnja 1843.
Na otoku je postojao veliki broj štakora (otprilike od 50.000 do 100.000 jedinki). Otok je potpuno očišćen od tih životinjica 1999. godine.

## Vanjske poveznice
|  | Zajednički poslužitelj ima još gradiva o temi Saint-Paul (Indijski ocean) |

- Fotografije s jednog turističkog posjeta otoku

|  | Portal Francuske – Pristup člancima s tematikom o Francuskoj. |